# Hans Knudsen (maler)
 For alternative betydninger, se Hans Knudsen. (Se også artikler, som begynder med Hans Knudsen)
Hans Christian Martinus Knudsen (født 16. august 1865 i Roskilde, død 6. januar 1947 i Slagslunde) var en dansk maler.
Knudsen modtog Thorvaldsen Medaillen i 1947.
Kunstindeks Danmark oplister 12 af Knudsens værker der er i danske museers besiddelse.
Heraf findes to på Statens Museum for Kunst, der erhvervede malerierne Sommerdag. Motiv fra Tange og Forsamlingshuset i Slagslunde i henholdsvis 1899 og 1944.

## Henvisning
1. ↑  Forside - Akademiraadet
2. ↑  Kunstindeks Danmark & Weilbachs kunstnerleksikon
3. ↑  Collection Redirect
4. ↑  Collection Redirect